# Ernst Hellinger

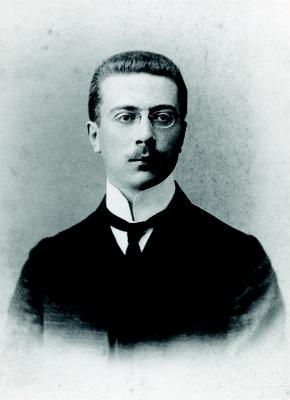

Ernst David Hellinger (* 30. September 1883 in Striegau, Provinz Schlesien; † 28. März 1950 in Chicago) war ein deutscher Mathematiker.

## Leben
Ernst Hellinger studierte Mathematik an den Universitäten Heidelberg, Breslau und Göttingen bei David Hilbert. Schon im Studium freundete er sich mit Max Born an. In seiner Doktorarbeit von 1907 entwickelte er einen neuen Typ Integral, das so genannte Hellinger-Integral. Später entwickelte er zusammen mit Hilbert die Hilbert-Hellinger-Theorie. 1914 wurde er Professor in Frankfurt. Auf dem Gebiet der Theoretischen Mechanik trug Hellinger 1914 wesentlich zur Formulierung des kanonischen Variationsprinzips bei, das ein halbes Jahrhundert später bei der Entwicklung der Finite-Elemente-Methode eine tragende Rolle spielen sollte.
Obwohl jüdischen Glaubens, wurde Hellinger 1933 nach dem Machtantritt der Nationalsozialisten nicht entlassen, da dem Teilnehmer am Ersten Weltkrieg vermutlich das Frontkämpferprivileg Aufschub gewährte. 1935 wurde er dann nach den §§ 3 und 4 des Gesetzes zur Wiederherstellung des Berufsbeamtentums in den Ruhestand versetzt. Nach der Reichspogromnacht 1938 weigerte er sich zu fliehen und wurde am 13. November verhaftet und ins Konzentrationslager Dachau deportiert. Nach Fürsprache einflussreicher Freunde wurde er nach sechs Wochen aus dem Konzentrationslager entlassen, unter der Bedingung, dass er emigrieren würde. Nach Carl Ludwig Siegel ergab es sich „durch Vermittlung seiner bereits in Amerika befindlichen Schwester“, dass Hellinger im Februar 1939 in die USA einreisen konnte, wo er laut der Datenbank von Ellis Island am 4. März von Rotterdam kommend eintraf.
Hellinger konnte an der Northwestern University (NU) in Evanston (Illinois) arbeiten, aber seine Position dort war während des Krieges sehr unsicher, da er nur auf ein Jahr befristete Verträge erhielt. 1944 erwarb er die amerikanische Staatsbürgerschaft und blieb dann bis zu seinem Ruhestand im Jahre 1949 an der NU. Da er nur eine kleine Rente bekam, nahm er nach seiner Pensionierung eine Stelle am Illinois Institute of Technology in Chicago an. Hellinger erkrankte jedoch im November 1949 an Krebs und starb einige Monate später.
Hellinger arbeitete bis zu seinem Tode auf dem Gebiet der Integralrechnung und der Spektraltheorie. Sein Artikel Integralgleichungen und Gleichungen mit unendlich vielen Unbekannten aus dem Jahre 1927 ist ein Klassiker des Gebiets der Integralgleichungen. Der Satz von Hellinger-Toeplitz ist mit seinem Namen verbunden.
Hellingers oben bereits erwähnte Schwester, die Soziologin Hanna H. Meissner (1895–1989), war vor ihrem Bruder in die USA emigriert und seit 1942 mit Hellingers früherem Frankfurter Kollegen, dem Physiker Karl Wilhelm Meissner, verheiratet. Sie beide haben vermutlich 1950 in Deutschland das Wiedergutmachungsverfahren für den ledigen und kinderlosen Hellinger eingeleitet.